# Haillicourt
Haillicourt település Franciaországban, Pas-de-Calais megyében. Lakosainak száma 4974 fő (2022. január 1.). Haillicourt Hesdigneul-lès-Béthune, Ruitz, Bruay-la-Buissière, Houchin és Houdain községekkel határos.

## Népesség
A település népességének változása:
| Lakosok száma | 5001 | 5003 | 4984 | 4886 | 4831 | 4837 | 4864 | 4884 | 4974 |
|               | 2013 | 2015 | 2016 | 2017 | 2018 | 2019 | 2020 | 2021 | 2022 |